# Sepideh Moafi
Sepideh Moafi (en persan : سپیده معافی) née le 18 septembre 1985 à Ratisbonne, est une actrice irano-américaine.

## Biographie
Sepideh Moafi est née dans un camp pour réfugiés à Ratisbonne en Allemagne, d'une mère (Soraya) et d'un père (Enayat) iraniens. Peu après sa naissance, elle quitte l'Allemagne avec sa sœur ainée et ses parents pour les États-Unis.
Elle parle anglais et farsi.

## Carrière
En 2019, elle intègre le casting principal de la série The L Word: Generation Q. Elle y incarne la très libérée Gigi Ghorbani, agent immobilière à Los Angeles.
En 2022, elle joue dans la mini-série Black Bird avec Taron Egerton et Greg Kinnear.

## Filmographie

### Cinéma

#### Longs métrages
- 2014 : Best Man in the Dark d'Alfred Padilla : Tereza Lopez
- 2017 : Quest: The Truth Always Rises de Santiago Rizzo : Susan
- 2020 : The Killing of Two Lovers de Robert Machoian : Niki

#### Courts métrages
- 2010 : Violet Is Single : Violet
- 2018 : The Arrangements

### Télévision

#### Séries télévisées
- 2013 : Blue Bloods : Aaliya Zaki
- 2014 : Unforgettable : Lisa Martinez
- 2014 : Nurse Jackie : Mrs. Harrison
- 2014 : Black Box : Dr Farrah Mahmoud
- 2014 : The Good Wife : Sylmar Knausgaard
- 2015 : Forever : Melanie Sparo
- 2015 : The Blacklist : Mary Henning
- 2015 : Limitless : Dr Pauline Wilson
- 2016 : Elementary : Sofia Darrow
- 2016 : Notorious : Megan Byrd
- 2017 - 2018 : The Deuce : Loretta
- 2018 : Falling Water : Alexis Simms
- 2019 - 2021 : The L Word: Generation Q : Gigi Ghorbani
- 2022 : Black Bird : Lauren McCauley
- 2023 : Class of '09 : Hour Nazari

#### Téléfilms
- 2014 : Red Zone : Frida Moussaf

## Distinction
- 2022 : Meilleur second rôle ou acteur invité jouant un personnage LGBTQ+ dans une série dramatique aux Autostraddle TV Awards[4]